# Prasdorf
Prasdorf est une commune allemande du Schleswig-Holstein, située dans l'arrondissement de Plön, à cinq kilomètres à l'ouest de Schönberg (Holstein). Prasdorf fait partie de l'Amt Probstei qui regroupe 20 communes situées dans la région du même nom.